# Lac Clair (Sainte-Christine-d'Auvergne)
Pour l’article homonyme, voir Lac Clair.
Le lac Clair fait partie du bassin versant de la rivière Noire, dans les municipalités de Sainte-Christine-d'Auvergne (partie est du lac) et de Saint-Alban (partie ouest du lac), dans la municipalité régionale de comté de Portneuf, dans la région administrative de la Capitale-Nationale, dans la province de Québec, Canada.
La zone autour du lac Clair est desservie par le chemin du Lac-Clair qui fait le tour du lac. La foresterie constitue la principale activité économique du secteur; les activités récréotouristiques, en second.
La surface du lac Clair est habituellement gelée du début de décembre à la fin mars, toutefois la circulation sécuritaire sur la glace se fait généralement de la mi-décembre à la mi-mars.

## Géographie
L'embouchure du lac Clair est située à:
- 0,6 km au nord-est du cours de la rivière Noire;
- 9,1 km au sud-ouest du centre du village de Sainte-Christine-d'Auvergne;
- 10,9 km au nord du centre du village de Saint-Alban;
- 20,7 km au nord-ouest de la rive nord-ouest du fleuve Saint-Laurent.

D'une longueur de 2,7 km et d'une largeur maximale de 1,8 km, le lac Clair ressemble à un rectangle dont le milieu de chaque côté se serait affaissé partiellement vers le centre du lac. Ce lac est situé entièrement en milieu forestier. Ce lac comporte cinq baie, soit une à chaque coin du rectangle, et une cinquième du côté Est.
Comportant 70 km2, le parc naturel régional de Portneuf englobe les lacs Long, Montauban, Carillon, Sept Îles, en Cœur, "À l'Anguille" et quelques autres plans d'eau plus secondaires. Ce parc est populaire pour les activités récréo-touristiques: pistes de randonnées, rampe de mise-à-l'eau.
L'embouchure du lac Clair est située au sud-ouest du lac. Son émissaire est la décharge du lac menant sur 1,0 km jusqu'à la rive nord-est de la rivière Noire, laquelle traverse la plaine du Saint-Laurent de façon serpentine jusqu'au village de Saint-Casimir. À partir de l'embouchure de la décharge du lac Clair, le courant coule sur :
- km vers le sud par la rivière Noire[Quoi ?];
- 11,5 km vers le sud par la rivière Sainte-Anne qui se déverse sur la rive nord-ouest du fleuve Saint-Laurent[2].

## Toponymie
Le toponyme lac Clair a été officialisé le 5 décembre 1968 à la Banque des noms de lieux de la Commission de toponymie du Québec.